# Aeropuerto de El Maitén
El Aeropuerto El Maitén (IATA: EMX - OACI: SAVD - FAA: EMA) es un aeropuerto argentino que da servicio a la localidad de El Maitén, Chubut.
Sus coordenadas son: latitud 42° 20' 60" S y longitud 71° 10' 01" O. Recibe vuelos de la aerolínea LADE desde el Aeropuerto Internacional General Enrique Mosconi de Comodoro Rivadavia.